# Архангельское (Удомельский район)
Архангельское — опустевшая деревня в Удомельском городском округе Тверской области.

## География
Деревня находится в северной части Тверской области на расстоянии приблизительно 12 км на запад-северо-запад по прямой от железнодорожного вокзала города Удомля.

## История
Известна была с 1859 года как сельцо. Дворов (хозяйств) было 1 (1859), 2 (1886), 11 (1958), 3 (1986), 3 (2000). До 2015 года входила в состав Копачёвского сельского поселения до упразднения последнего. С 2015 года в составе Удомельского городского округа.

## Население
Численность населения: 11 (1859), 27 (1886), 37(1958), 3(1986), 4 (русские 75 %) в 2002 году, 1 в 2010.